# Општина Церкље на Горењскем
Општина Церкље на Горењскем (словен. Cerklje na Gorenjskem) је једна од општина Горењске регије у држави Словенији. Седиште општине је истоимени градић Церкље на Горењскем.

## Природне одлике
Рељеф: Општина Церкље на Горењскем налази се на северу државе. Општина се налази у подножју алпског планинског масива. Северним делом општине пружају се Камнишки Алпи, док се при југу тло спушта ка долини реке Саве. Низијски део је погодан за живот и ту су насеља општине.
Клима: У нижим крајевима општине влада умерено континентална клима, док у вишим крајевима влада њена оштрија, планинска варијанта.
Воде: У општини нема већих водотока. Мали водотоци су притоке реке Саве.

## Становништво
Општина Церкље на Горењскем је средње густо насељена.

## Насеља општине
| - Адергас - Амброж под Крвавцем - Апно - Вашца - Велесово - Вишевца | - Воповље - Врховје - Глиње - Град - Дворје - Залог при Церкљах | - Згорњи Брник - Лаховче - Поженик - Прапротна Полица - Пшата - Пшенична Полица | - Равне - Сидраж - Сподњи Брник - Стишка Вас - Свети Ленарт - Трата при Велесовем | - Церкљанска Добрава - Церкље на Горењскем - Чешњевек - Шентуршка Гора - Шмартно - Штефања Гора |  |